# Модельно-ориентированное проектирование
Модельно-ориентированное проектирование (МОП) — это математический и визуальный метод решения задач, связанных с проектированием систем управления, обработки сигналов и связи. МОП часто используется при управлении движением в промышленном оборудовании, аэрокосмической и автомобильной промышленности. МОП является методологией, применяемой при разработке встроенного программного обеспечения.
МОП определяет общую структуру взаимодействия в процессе проектирования, эффективно реализуя V-образный цикл разработки.
В модельно-ориентированном проектировании систем управления разработка происходит в 4 этапа:
- построение модели объекта управления
- анализ и построение регулятора
- моделирование объекта и системы управления
- как результат — реализация системы управления на объекте.

Принципы МОП существенно отличаются от традиционной методологии проектирования. Вместо создания сложных программных кодов разработчики могут применять МОП для улучшения характеристик модели, используя стандартные функциональные блоки с непрерывным и дискретным временем. Построенные таким образом модели вместе с использованием инструментов для моделирования могут быстро привести к созданию прототипа системы управления, тестированию и верификации программного обеспечения. В некоторых случаях аппаратно-программное моделирование может быть использовано в качестве инструмента проектирования для более быстрого и эффективного тестирования динамических воздействий на систему, в отличие от традиционного метода проектирования.
Некоторые из наиболее заметных преимуществ МОП в сравнении с традиционным подходом:
- МОП предоставляет общую среду разработки, что способствует взаимодействию группы разработчиков в процессе анализа данных и проверки системы
- Инженеры могут найти и исправить ошибки на ранних стадиях проектирования системы, когда время и финансовые последствия изменения системы сводятся к минимуму
- МОП способствует повторному использованию модели для улучшения системы и создания производных систем с расширенными возможностями.

## Основные этапы МОП
1. Построение модели объекта. Построение модели может быть эмпирическим и теоретическим. При эмпирическом построении модели используются такие методы, как идентификация системы. При идентификации системы собираются и обрабатываются исходные данные, полученные от реальной системы, и некоторый алгоритм используется для определения математической модели объекта. Перед построением системы управления модель может быть использована для анализа и построения различных симуляторов. При теоретическом моделировании строятся блок-схемы модели, которые реализуют известные дифференциально-алгебраические уравнения, описывающие динамику объекта. К этому типу относится физическое моделирование, где модель создается с помощью соединяющихся блоков, представляющих собой физические элементы, из которых фактически состоит модель. Данный подход реализован, например, в продукте Simscape в составе среды MATLAB[3].
2. Анализ и построение системы управления. Математическая модель, сконструированная на шаге 1, используется для определения динамических характеристик модели объекта. На основе этих характеристик строится система управления.
3. Офлайн-моделирование и моделирование в реальном времени. Время отклика динамической системы на входные данные, изменяющиеся во времени, исследуется с помощью симуляции модели в виде простой линейной стационарной системы или нелинейной системы. Симуляция позволяет немедленно найти характеристики модели, требования, накладываемые на неё, и ошибки построения до начала проектирования. Моделирование в реальном времени может быть осуществлено с помощью автоматической генерации кода системы управления, построенной на шаге 2. Этот регулятор может быть запущен на специальном компьютере, управляющем работой объекта в реальном времени. Если прототип объекта отсутствует или тестирование на прототипе опасно или дорого, код прототипа может автоматически генерироваться из модели объекта и запускаться на специальном компьютере, работающем в реальном времени и соединенном c целевым процессором с меняющимся кодом управления. Таким образом система управления может быть протестирована в реальном времени на модели объекта.
4. Реализация регулятора. В идеале это делается с помощью автоматической генерации кода из системы управления, полученной на шаге 2. Маловероятно, что система управления будет работать в реальной системе так же хорошо, как это было при моделировании, поэтому итерационный процесс отладки осуществляется на основе анализа результатов на фактическом объекте и обновления модели регулятора. Инструменты МОП позволяют выполнить все эти итерационные шаги в единой визуальной среде.

## История
С расцветом электротехники связано появление инновационных и передовых систем управления. Еще в 1920-е годы объединились две инженерных области: теория управления и системы управления, чтобы сделать возможным создание единых крупномасштабных систем. Поначалу системы управления широко использовались в промышленной среде. Крупные предприятия начали использовать контроллеры для регулирования непрерывных переменных, таких как температура, давление и скорость потока. Электрические реле, встроенные в многозвенные схемы, были одними из первых дискретных устройств управления для автоматизации всего процесса производства.
Системы управления набрали обороты, прежде всего в автомобильной и аэрокосмической отраслях. В 1950-х и 1960-х годах выход в космос вызвал интерес ко встраиваемым системам управления. Инженеры построили такие системы управления, как блоки управления двигателем и авиационный тренажер, которые могут быть частью конечного продукта. К концу XX века встраиваемые системы управления использовались повсеместно, так как даже предметы домашнего обихода, такие как стиральные машины и кондиционеры, содержали сложные и передовые алгоритмы управления, позволяющие им стать гораздо более «умными».
В 1969 году был внедрён первый компьтеризированный контроллер. Ранние программируемые логические контроллеры (ПЛК) имитировали операции уже имеющихся дискретных технологий управления, которые использовали устаревшие ступенчатые реле. Появление компьютерных технологий принесло радикальные изменения на рынок непрерывных и дискретных регуляторов. Общедоступный настольный компьютер с соответствующим аппаратным и программным обеспечением может работать со всем процессом, выполнять сложные, хорошо себя зарекомендовавшие ПИД-алгоритмы или работать в качестве распределенной системы управления (РСУ).

## Трудности
Инструменты моделирования используются уже давно, но традиционных текстовых методов недостаточно для современных систем управления, имеющих сложный характер. Из-за ограниченности графических инструментов инженеры-конструкторы ранее в основном полагались на текстовое программирование и математические модели, однако отладка текстовых программ — весьма трудоёмкий процесс, требующий множества проб и ошибок, прежде чем будет создан окончательный полностью рабочий модуль. Кроме того, математические модели подвергаются существенным изменениям, проходя через различные этапы проектирования.
Эти проблемы решаются с помощью графических инструментов моделирования, уже используемых во всех областях проектирования. Такие инструменты образуют единую среду графического моделирования, уменьшают сложность построения модели, разбивая её на отдельные блоки, каждый из которых проектируется самостоятельно. Таким образом, конструкторы могут достигать высокого уровня точности, просто заменяя один блок на другой. Графические модели также являются лучшим способом документирования идей инженеров. Это помогает инженерам осмыслить всю систему и упрощает процесс переноса модели от одной стадии к другой во время проектирования. Симулятор EASY5 компании Boeing стал одним из первых инструментов моделирования, снабжённых графическим пользовательским интерфейсом.
При разработке встроенных систем управления конструкторы столкнулись с двумя проблемами — сокращением циклов разработки и ростом сложности проекта. Стратегия «разделяй и властвуй» для развития таких сложных систем означает координацию людей, имеющих опыт в широком спектре дисциплин. Традиционный текстовый подход к проектированию встроенных систем управления недостаточно эффективен, чтобы справляться с продвинутыми сложными системами.